# 撒哈拉全国委员会
撒哈拉全国委员会（阿拉伯语：‎）是未被国际普遍承认国家阿拉伯撒哈拉民主共和国的国家立法机关。撒哈拉全国委员会实行一院制，由51名议员组成，皆为波利萨里奥阵线成员。每届议会任期4年。现任主席是哈马·萨拉马。